# Dziennik Chicagoski
Dziennik Chicagoski – polskojęzyczna gazeta codzienna w USA wydawana w latach 1890–1971 w Chicago. 
Założycielami gazety byli dwaj księża ze Zgromadzenia Zmartwychwstania Pana Naszego Jezusa Chrystusa: Wincenty Barzyński (1838–1899, proboszcz polskiej parafii św. Stanisława Kostki w Chicago) i Jan Radziejowski. Pierwszy numer ukazał się 15 grudnia 1890 jako oficjalny organ założonego przez ks. Barzyńskiego Zjednoczenia Polskiego Rzymsko-Katolickiego. Wydawcą była założona również przez ks. Barzyńskiego spółka Polish Publishing Company, wydająca też polskojęzyczne tygodniki: „Wiara i Ojczyzna”, „Naród Polski”, „Kropidło”. W pierwszych latach swego istnienia „Dziennik Chicagoski” rozchodził się w nakładzie  ok. 7000, a w 1913 w nakładzie 15 837 egzemplarzy. Ukazywały się różne dodatki, np. „Sobótka – Dodatek Humorystyczno-Satyryczny”, „Niedziela – Dodatek Religijno-Społeczny”. Od 1939 gazeta miała wkładkę w języku angielskim. 
Pierwszym redaktorem naczelnym „Dziennika Chicagoskiego” był Stanisław Szwajkart, kolejnymi m.in. Henryk Nagiel, Karol Wachtl. Dział kobiecy przez wiele lat prowadziła Elżbieta Dziewońska. Do współpracowników zaliczali się: Michał Asanka-Japołł, Antoni Kucharczyk, Stanisław Płonka-Fiszer, Teresa Rzepecka.